# Фернандес, Фернандо (футболист, 1979)
Фернандо Мигель Фернандес Эскрибано (исп. Fernando Fernández Escribano; род. 2 июня 1979, Малага, Андалусия, более известный как Фернандо) — испанский футболист, выступавший на позиции полузащитника, защитника. Экс-игрок молодёжной сборной Испании. Ныне — тренер.

## Карьера

### Реал Мадрид
Фернандо родился в Малаге, Андалусия. После того, как он начал играть в родном городе, Малаге, он перешел в дубль испанского «Реал Мадрид». Играя за «Кастилью» и «Реал Мадрид C», Фернандо лишь однажды сыграл за основную команду «Реала». Он провел полный матч против «Реала Сарагосы».
После этого Фернандо присоединился на правах аренды, к «Реал Вальядолиду», также как и многие другие игроки кантеры «Реала» перейдут в этот клуб за это время (Альберто Маркос, Виктор, Хосе Гарсия Кальво и другие).